# Chiesa di San Valentino (Sadali)
La chiesa di San Valentino è un edificio religioso situato nella zona storica di Sadali, centro abitato della Sardegna centro-orientale. Sorge proprio di fronte ad una graziosa e suggestiva cascatella, che presenta un salto di circa 7 metri. 

Consacrata al culto cattolico è sede dell'omonima parrocchia e fa parte della diocesi di Lanusei.
Il primo impianto, in stile tardo bizantino, risale al IX-X secolo; dopo il 1600 vennero aggiunte alcune cappelle laterali mentre il campanile venne eretto nella prima metà del XX secolo.

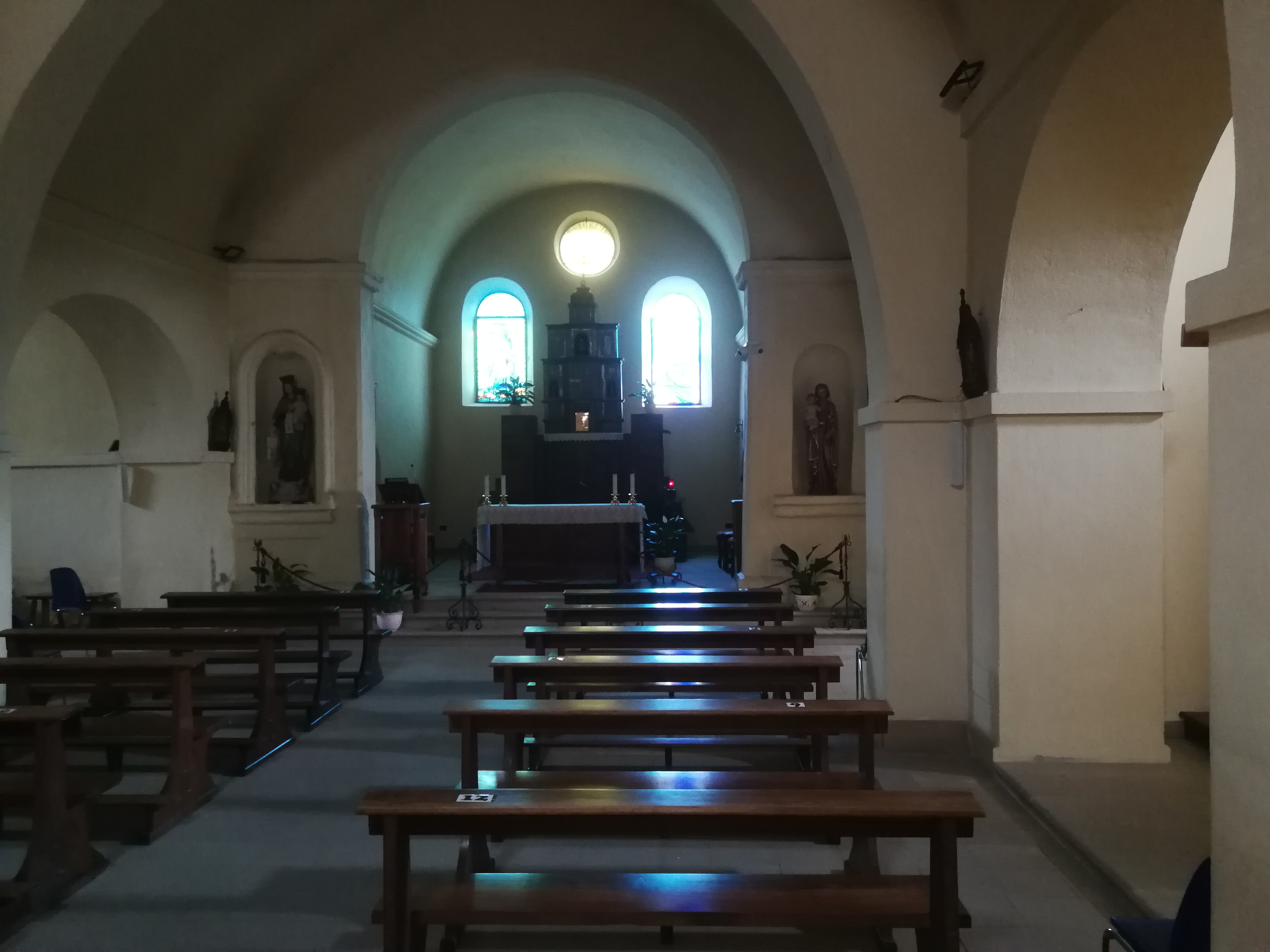
Interno della chiesa